# Louis Du Pont Duchambon

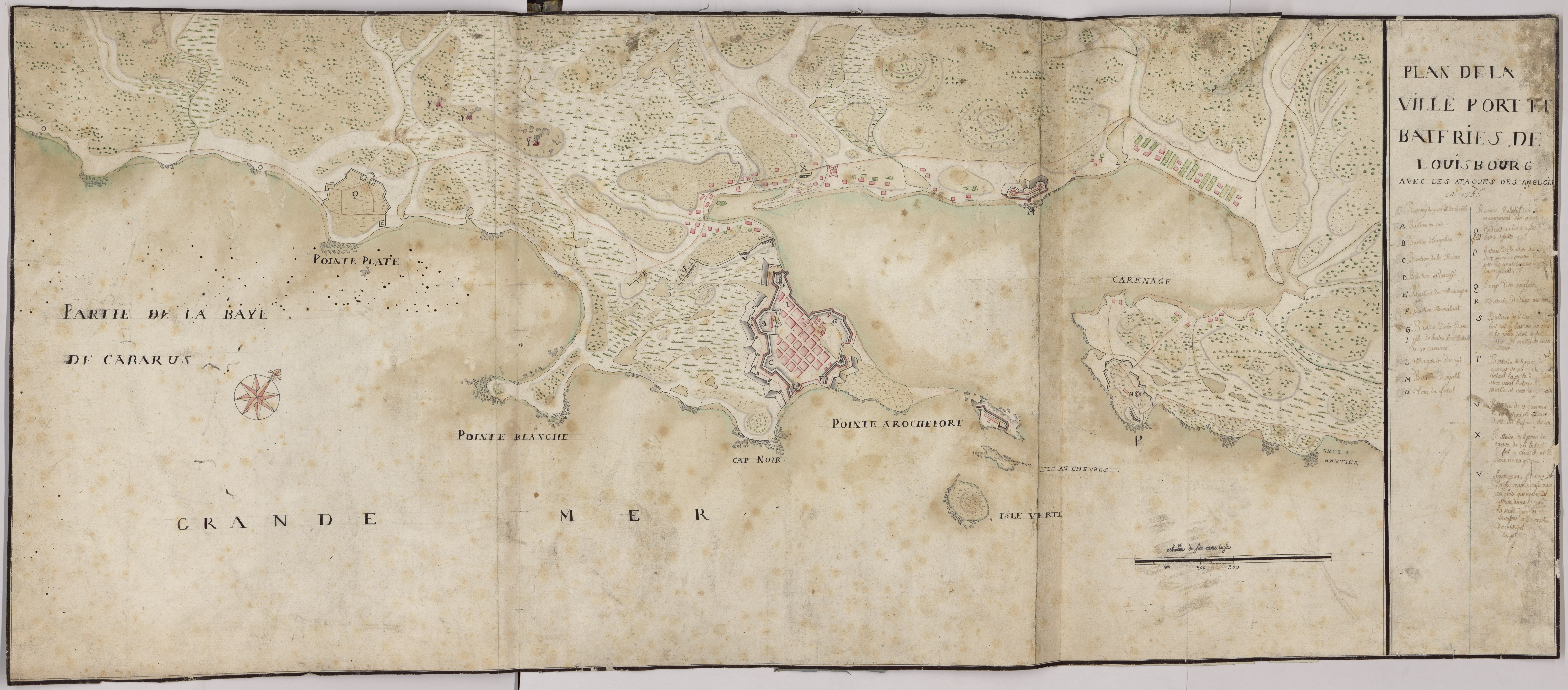
Plan du siège de Louisbourg en 1745, lors duquel officia Louis Du Pont Duchambon.

Louis Du Pont Duchambon (né le 1er janvier 1680 à Sérignac et mort le 22 août 1775 à Curac) était un officier français qui a été un membre de l'armée française au cours de la Troisième Guerre intercoloniale. 

## Biographie
Louis Du Pont Duchambon arriva en Acadie, en 1702, au grade d'aspirant dans une nouvelle société dans laquelle ses frères, François du Pont Duvivier et Michel Du Pont de Renon, avaient servi comme capitaine et lieutenant. Même s'il n'était pas un agent exceptionnel, Duchambon acquiert des promotions à l'ancienneté et grâce à son amitié avec le gouverneur Saint-Ovide.  
Duchambon fut nommé en avril 1744 pour remplacer François Le Coutre de Bourville comme lieutenant du roi de l'Île Royale au moment où la guerre reprenait entre la France et l’Angleterre. En octobre, il devint gouverneur de la colonie lorsque le Commandant Jean-Baptiste-Louis Le Prévost Duquesnel mourut soudainement. 
A peine en fonction il fut confronté à de graves événements. En avril 1745, la garnison de Louisbourg se mutina, lasse de ne pas avoir reçu les suppléments de solde dus pour avoir participé aux travaux de fortification de la place. Les Anglais d’Amérique en profitèrent pour armer 4 000 hommes et des transports pour attaquer la place depuis Boston. Ils reçurent l’appui de quatre vaisseaux de ligne anglais et débarquèrent sur l’Île Royale. Le 26 juin 1745, après 50 jours de siège, Louisbourg capitula, ce qui compromit gravement l’accès à Québec par le Saint-Laurent. Cette défaite porta aussi lourdement atteinte au commerce. Les Anglais laissèrent flotter le pavillon français sur Louisbourg afin que les navires marchands de la Compagnie des Indes viennent s’y jeter comme dans la gueule du loup. Ils firent ainsi plus de 25 millions de livres de gain sans effort.
Libéré, Louis Du Pont Duchambon arriva en France quelques semaines plus tard et emmené en cour, mais condamné. En mars 1746, il était à la retraite et vivait ses dernières années à Chalais dans sa Saintonge natale. Il disposait de sa pension et d'un petit revenu tiré de biens. Il avait épousé en 1709 Jeanne Mius d'Entremont de Pobomcoup dont et il eut au moins 7 enfants, y compris Louis Du Pont Duchambon de Vergor (1713–1775).